# Marinho Rodrigues
Marinho Rodrigues de Oliveira, mais conhecido apenas como Marinho Rodrigues (Paracambi, 21 de maio de 1923 — ''Local e país da morte indisponíveis, 17 de novembro de 2001) foi um treinador e futebolista brasileiro que atuou como zagueiro. 

## Carreira
Como jogador, na posição de zagueiro, defendeu clubes como Londrina, Flamengo e Botafogo. Pelo Flamengo, atuou em 55 partidas.
Foi campeão carioca pelo Botafogo, em 1948, e pelo Flamengo em 1953 e 1954. Sua estreia na equipe principal do alvinegro foi em 1946. Mais tarde, tornou-se técnico do Fogão, sendo bicampeão Carioca, em 1961 e 1962.
Ainda como treinador, dirigiu, entre outras equipes, Londrina, Cruzeiro, Junior Barranquilla, Alianza Lima, Ceará e Bahia. Também dirigiu as seleções de Honduras e Peru.É pai de Paulo Cesar Lima, ex-jogador da seleção brasileira.

## Títulos

### Como jogador
Botafogo
- Campeonato Carioca[3]: 1948

Flamengo
- Campeonato Carioca[3]: 1953 e 1954

### Como treinador
Botafogo
- Campeonato Carioca[3]: 1961 e 1962
- Taça dos Campeões Rio-São Paulo: 1961
- Torneio Rio-São Paulo: 1962
- Torneio Início: 1961, 1962 e 1963